# Fluierar de mlaștină

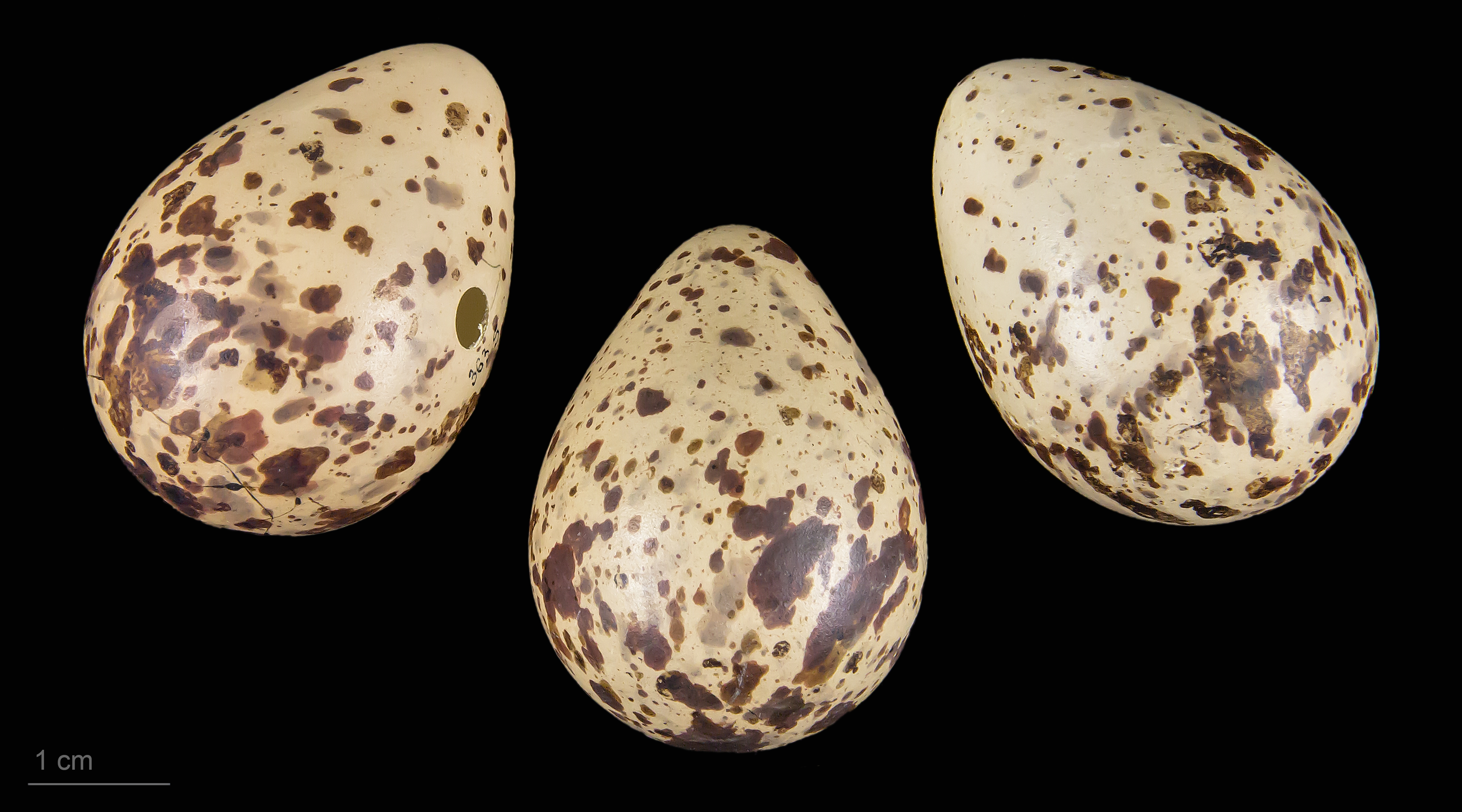
Tringa glareola - MHNT

Fluierarul de mlaștină (Tringa glareola) este o pasăre migratoare limicolă din familia scolopacidelor (Scolopacidae), ordinul caradriiformelor (Charadriiformes) care cuibărește în pajiștile umede, văile râurilor și mlaștinile din sudul tundrei până în silvostepa din nordul Europei (Norvegia, Suedia, Finlanda, Danemarca, Belarus, Estonia, Lituania, Letonia, Rusia) și Siberia. Iernează în Africa tropicală și subtropicală, sudul Asiei, Filipine, Indonezia și nordul Australiei. Are o talie de 20 cm, spatele este cafeniu închis cu pete pământii mai deschise, abdomenul și crupionul sunt albe. Se hrănește în apele dulci și pajiștile inundate, rar în zonele de coastă, cu nevertebrate mici, viermi, crustacee, moluște și insecte acvatice sau terestre.
În România este o specie comună de pasaj întâlnita în văile râurilor, în jurul lacurilor sau pe terenurile invadate de ape sau de pe care apele de inundație se retrag din diferite locuri din țară, dar mai ales în sud-est (Delta Dunării, Dobrogea). Este numeros în pasaj, dar se observă și în mai-iulie, deși nu i s-a dovedit cuibăritul.